# أدميرال شير
الأدميرال شير طراد ثقيل من فئة دويتشلاند (يُطلق عليها غالبًا سفينة حربية جيبية) خدمت في كريسمارينه بألمانيا النازية خلال الحرب العالمية الثانية. تم تسمية السفينة على اسم الأدميرال راينهارد شير، القائد الألماني في معركة جوتلاند. بنيت في حوض بناء السفن كريكسمارينفيفت في مدينة فيلهلمسهافن في يونيو 1931 واكتمل بنائها بحلول نوفمبر عام 1934.صنفت كسفينة مدرعة (بانزرشيف) من قبل الرايخ مارين، في فبراير 1940 صنف الألمان السفينتين المتبقيتين من هذه الفئة كطرادات ثقيلة. 
كانت حمولة السفينة اسميا تحت 10000 طن حسب القيود التي فرضتها معاهدة فرساي، لكن كانت إزاحةتها 15,420 طن، فقد تجاوزت تلك الحدود بشكل كبير. تم تصميم الأدميرال شير وأخواتها في نفس الفئة للتغلب على أي طراد يمتلك سرعة كافية للحاق بهم. سلح الطراد بستة مدافع طولها 28 سم (11 بوصة) في برجين ثلاثيي البنادق. ولم تترك سرعتها القصوى البالغة 28 عقدة (52 كم / ساعة؛ 32 ميلاً في الساعة) سوى حفنة من السفن في القوات البحرية الأنجلو-فرنسية قادرة على الإمساك بها وقوية بما يكفي لإغراقها. عملت محركاتها بالديزل، بقوة 54 الف حصان، وبلغت سرعتها القصوى 28 عقدة بحرية، وتضمن تسليحها: 6 مدافع 28 سم موزعين عى برجين بثلاثة مدافع في كل برج. و8 مدافع من عيار 15 سم و6 مدافع 10 سم و8 مدافع 4 سم (مضاد للطائرات) و8 انبايب طوربيد وطائرتين.
شهدت الأدميرال شير خدمة ملحمية في البحرية الألمانية، حيث نشرت في إسبانيا خلال الحرب الأهلية الإسبانية، حيث قصفت ميناء ألمرية. كانت عمليتها الأولى خلال الحرب العالمية الثانية عملية مداهمة قافلة تجارية في جنوب المحيط الأطلسي؛ كما قامت بجولة قصيرة في المحيط الهندي. أثناء العملية، أغرقت 113,223 طن، مما يجعلها أنجح سفينة رئيسية في الحرب. بعد عودتها إلى ألمانيا، تم نشرها في شمال النرويج لحظر عمليات الشحن إلى الاتحاد السوفيتي وإغراق القوافل المتجهة إليه. كانت جزءا من الهجوم الفاشل على القافلة قافلة بي كيو 17 وأجرت عملية Wunderland، طلعة جوية في بحر كارا. بعد عودتها إلى ألمانيا في نهاية عام 1942، خدمت كسفينة تدريب حتى نهاية عام 1944، عندما كانت تستخدم لدعم العمليات البرية ضد الجيش السوفيتي. انتقلت إلى كيل لإجراء إصلاحات في مارس 1945، حيث دمرتها جزئيا القاذفات البريطانية في غارة في 9 أبريل 1945.

## التصميم
بلغ طول الأدميرال شير 186 متر (610 قدم) وبلغ أقصى عرض 21.34 متر (70.0 قدم) والحد الأقصى للغاطس 7.25 متر (23.8 قدم). كانت السفينة مصممة لإزاحة 13,660 طن متري (13,440 طن كبير) وإزاحة بحمولة كاملة تبلغ 15,180 طن كبير (15,420 t)،  على الرغم من أن السفينة قد تم وضعها رسميًا ضمن 10,000 طن كبير (10,000 t) الحد الذي خددته معاهدة فرساي.  عمل الاميرال شير بأربعة محركات من شركة مان بتسعة اسطوانات مزدوجة يعمل بالديزل. كانت سرعة السفينة القصوى 28.3 عقدة (52.4 كم/س؛ 32.6 ميل/س)، وقوة محركاتها 54,000 حصان متري (53,260 shp؛ 39,720 كـو). بسرعة إبحار تقدر بحوالي 20 عقدة (37 كم/س؛ 23 ميل/س)، عند تصميمها تضمن تكون طاقمها من 33 ضابطًا و 586 مجند، رغم أنه بعد عام 1935 زاد هذا بشكل كبير إلى 30 ضابطًا و 921–1,040 بحارًا. 
كان التسليح الرئيسي للاميرال شير ستة مدافع من عيار 28 مثبتة في برجين ثلاثييين، واحد للأمام واخر في الخلف من الهيكل العلوي. السفينة تحمل بطارية ثانوية من ثمانية مدافع من عيار 15 في مجمعة برج واحدة وسط السفينة. كانت بطاريتها المضادة للطائرات في الأصل تتكون من ثلاثة مدافع من عيار 8.8 سنتيمتر (3.5 بوصة) L / 45، رغم أنه في عام 1935 تم استبدالها بستة مدافع من عيار 8.8 سم L / 78. بحلول عام 1940، زادت بطارية السفينة المضادة للطائرات بشكل كبير، وتألفت من ستة مدافع من عيار 10.5، أربعة مدافع -كل اثنين في برج- من عيار 3.7وما يصل إلى ثمانية وعشرين مدفع من عيار 2 فلاك 30. بحلول عام 1945، كانت البطارية المضادة للطائرات قد أعيد تنظيمها مرة أخرى لتتكون من 6 مدافع من عيار 4 سم، وثمانية مدافع من عيار 3.7 سم، وثلاثة وثلاثون 2 سم. 

## سجل الخدمة
تم طلب الأدميرال شير من قِبل الراخ مارين من حوض بناء السفن كريكسمارينفيفت في فيلهلمسهافن.  لم تحظى إعادة تسليح البحرية بشعبية لدى الاشتراكيين الديمقراطيين والشيوعيين في الرايخستاغ الألماني، لذلك لم يبدا بعملية التسليح حتى عام 1931 حيث تم تمرير مشروع قانون لبناء بانزرشيف بي. تم تأمين المال لبناء السفينة ك Ersatz Lothringen، بعد حظر الحزب الاشتراكي الديمقراطي لمنع حدوث أزمة سياسية.  وضعت عارضتها في 25 يونيو 1931،  تحت رقم البناء 123.  تم إطلاق السفينة في 1 أبريل 1933؛ في مراسم إطلاقها، تم تعميدها من قبل ماريان بيسرير، ابنة الأميرال راينهارد شير، الذي تحمل السفينة أسمعه.  اكتملت بعد عام ونصف في 12 نوفمبر 1934، وهو اليوم الذي تم فيه تكليفها في الأسطول الألماني.  تمت إخراج السفينة الحربية القديمة هيسن من الخدمة ونقل طاقمها إلى بانزرشيف الجديدة. 
عندما دخلت الخدمة في نوفمبر 1934، تم تعيين الأدميرال شير تحت قيادة الكابتن فيلهلم مارشال.  قضت السفينة ما تبقى من عام 1934 في إجراء تجارب بحرية وعمليات تدريب اطاقمها.  وفي عام 1935، كان لديها مجنقة جديدة ونظام هبوط شراعي لمساعدة الطائرات المائية أرادو في البحار الثقيلة.  من 1 أكتوبر 1935 إلى 26 يوليو 1937 كان ضابطها الأول ليوبولد بوركنر، فيما بعد ليصبح رئيس الاستخبارات الأجنبية في الرايخ الثالث.  بحلول أكتوبر 1935، كانت السفينة جاهزة لأول رحلة بحرية كبيرة، عندما زارت ماديرا في 25-28 أكتوبر، وعادت إلى كيل في 8 نوفمبر. في الصيف التالي، سافرت عبر سكاجراك والقناة الإنجليزية إلى البحر الأيرلندي، قبل زيارة ستوكهولم في رحلة العودة. 

### الحرب الأهلية الإسبانية
بدأت أول عملية نشر لطراد الاميرال شير في البحار في يوليو 1936 عندما أرسلت إلى إسبانيا لإجلاء المدنيين الألمان الذي وقعوا في خضم الحرب الأهلية الإسبانية. في الفترة من 8 أغسطس 1936، عملت مع شقيقتها السفينة دويتشلاند في دوريات عدم التدخل قبالة ساحل إسبانيا في الجبهة الجمهورية.  قامت بأربع جولات أثناء خدمتها في دورية عدم التدخل حتى يونيو 1937. وكان هدفها الرسمي هو السيطرة على تدفق العتاد الحربي إلى إسبانيا، على الرغم من أنها سجلت السفن السوفيتية التي تحمل الإمدادات إلى الجمهوريين والسفن المحمية التي تسلم الأسلحة الألمانية للقوى القومية.  أثناء نشر في إسبانيا، خدم إرنست ليندمان كأول ضابط سلاح في السفينة.  بعد أن تعرضت دويتشلاند لهجوم في 29 مايو 1937 من قبل طائرة تابعة للقوات الجوية الإسبانية الجمهورية قبالة إيبيزا، تلقت الأدميرال شير الأمر بقصف ميناء المرية الذي يسيطر عليه الجمهوريون انتقاما.  في 31 مايو 1937، الذكرى السنوية لمعركة جوتلاند، وصل الأدميرال شير، الذي كان يرفع علم الحرب الإمبراطوري، إلى المرية في الساعة 07:29 وفتح النار على بطاريات الشاطئ والمنشآت البحرية والسفن في الميناء. في 26 يونيو 1937، أصدر لها الأمر بمغدرة إسبانيا من شقيقتها الاميرال جراف شبي، مما سمح لها بالعودة إلى فيلهلمسهافن في 1 يوليو. عادت إلى البحر الأبيض المتوسط بين أغسطس وأكتوبر.  

### الحرب العالمية الثانية
عند اندلاع الحرب العالمية الثانية في سبتمبر عام 1939، بقيت الأدميرال شير على المرسى خارج فيلهلمسهافن مع الطراد الثقيل الأدميرال هيبير. في 4 سبتمبر، قامت مجموعتان من خمس قاذفات بريستول بلينهايم بمهاجمة السفن. المجموعة الأولى فاجأت المدفعية المضادة للطائرات على متن الأدميرال شير ، الذي تمكن مع ذلك من إسقاط إحدى الطائرات الخمسة. أصابت إحدى القنابل سطح السفينة لكنا لم تنفجر، وانفجرت اثنتان في الماء بالقرب من السفينة. لم تنفجر القنابل الأخرى كذلك.  واجهت المجموعة الثانية من قاذفات بريستول بلينهايم الدفاعات الألمانية التي كانت في حالة التأهب، والتي أسقطت أربعة من القاذفات الخمسة. خرجت الأدميرال شير من الهجوم دون أضرار كبيرة.  
خضعت الأدميرال شير لعمليات تجديد وإصلاح بينما كانت سفنها الشقيقة تنطلق في غارات تجارية في المحيط الأطلسي.  تم تعديل الأدميرال شير خلال الأشهر الأولى من عام 1940، وشمل ذلك تركيب قوس جديد في مقدمة السفينة.  تم استبدال برج القيادة الثقيل بهيكل أخف، وتم إعادة تصنيفها على أنها طراد ثقيل.  تم تركيب المدافع المضادة للطائرات أيضًا، بالإضافة إلى تحديث معدات الرادار.  في 19-20 يوليو، هاجمت قاذفات سلاح الجو الملكي البريطاني الأدميرال شير وبارجة تيبيريز، لكنهم فشلوا في تسجيل أي إصابات.  في 27 يوليو، تم الإعلان عن جاهزية السفينة للخدمة. 

#### الدوريات في المحيط الأطلسي
أبحر الأميرال شير في أكتوبر 1940 في دوريته الأولى. في ليلة 31 أكتوبر تسلل عبر مضيق الدنمارك واقتحم المحيط الأطلسي المفتوح.  حددت شعبة المراقبة الألمانية -معدات اعتراض الراديو الخاصة بالسفينة- القافلة HX 84، وهي تبحر من هاليفاكس، نوفا سكوتيا. وحددت الطائرات المائية أرادو موقع القافلة في 5 نوفمبر 1940،  وحاول -وهي سفينة المرافقة الوحيدة للحماية في القافلة- الطراد المسلح إتش إم إس جيرفس باى منع شير من مهاجمة القافلة تحت غطاء من الدخان.  واطلق شير دفعة من نيران مدافعه وعطيل معدات التوجيه اللاسلكية والعتاد لطراد. ثم أطلق دفعة أخرى من نيرانه لتصيب الجسر على الطراد البريطاني وتقتل قائدها، إدوارد فيجين الحاصل على صليب فيكتوريا.  أغرق الأدميرال شير جيرفس باى في غضون 22 دقيقة، لكن التأخير الحاصل من الاشتباك مع الطراد إتش إم إس جيرفيس باى والتأخير أربع ساعات من إس إس بيفرفورد سمح لغالبية القافلة بالهرب. أغرق الأدميرال شير خمس سفن فقط من سفن القافلة البالغ عددها 37 سفينة، على الرغم من قيام لوفتفافه بإغراق سفينة سادسة عقب تفريق القافلة.  
في 18 ديسمبر، واجه الأدميرال شير سفينة الثلاجة دوكيسا، البالغة إزاحتها حوالي 8,651 طن كبير (8,790 t). أرسلت السفينة إشارة استغاثة سمحت بها السفيتة الألمانية المهاجمة عمداً، لسحب القوات البحرية البريطانية إلى المنطقة.  أراد Krancke جذب السفن الحربية البريطانية إلى المنطقة لجذب الانتباه بعيدًا عن الأدميرال هيبر الذي غادر مضيق الدنمارك.  ذهبت حاملات الطائرات أتش أم أس Formidable وHermes، والطرادات Dorsetshire NeptuneوDragon والطراد التجاري المسلح Pretoria Castle المتقاربة لملاحقة المهاجم الألماني، لكن شير تملص من البريطانيين. 
بين 26 ديسمبر و7 يناير تقابل الاميرال شير مع سفن الإمدادات Nordmark وEurofeld، والطراد المساعد Thor، والسفن المستولى عليها Duquesa وStorstad. نقل المغيرين نحو 600 سجينا على متن Storstad في حين تم التزود بالوقود من Nordmark وEurofeld.  الفترة بين 18 و 20 يناير، استولى الأدميرال شير على ثلاث سفن تجارية تابعة للحلفاء بلغ مجموع حمولتها 18,738،  وشملت ناقلة النفط النرويجية ساندفيورد. قضت عيد الميلاد عام 1940 في البحر في وسط المحيط الأطلسي، على بعد عدة مئات من الأميال من تريستان دا كونها، قبل القيام بغزو في المحيط الهندي في فبراير 1941. 
في 14 فبراير، التقى الأدميرال شير مع الطراد المساعد Atlantis وسفينة التزويد Tannenfels حوالي 1,000 ميل بحري (1,900 كـم؛ 1,200 ميل) شرق مدغشقر. تم إعادة تزويد المغيرين من Tannenfels وتبادلوا معلومات حول حركة التجارة للحلفاء في المنطقة، وكونو تحالفا في 17 فبراير. بعد ذلك، أبحر الأدميرال شير إلى سيشيل شمال مدغشقر، حيث عثرت على سفينتين تجاريتين باستخدام طائرات ارادو العائمة. أستولت على ناقلة النفط British Advocate المحملة بحوالي 6,994، واغرقت السفينة اليونانية غريغوريوس بحمولة 2,456. واغرقت سفينة ثالثة وهي الطراد الكندي بحمولة 7,178 حيث تمكنت من إرسال إشارة استغاثة قبل غرقها في 21 فبراير. تم إغراق سفينة رابعة في اليوم التالي بحمولة 2,542 وهي الباخرة الهولندية رانتاو بانجانج، رغم أنها كانت أيضًا قادرة على إرسال إشارة استغاثة قبل غرقها. 
تلقى الطراد البريطاني إتش إم إس غلاسكو، الذي كان يقوم بدورية في المنطقة، رسالتين من ضحايا الأدميرال شير. أطلقت غلاسكو طائرة استطلاع رصدت الأميرال شير في 22 فبراير. قام نائب الأميرال رالف ليثام، قائد محطة إيست إنديز، بنشر الطراد هيرميس وطرادات كابيتاون وإيميرالد وهوكينز وشروبشاير وأستراليا إتش إم إس كانبيرا للانضمام إلى عملية المطاردة. التفت كرانكي إلى الجنوب الشرقي للهرب من مطارديه، ووصل إلى جنوب المحيط الأطلسي بحلول 3 مارس. وفي الوقت نفسه، أوقف البريطانيون عملية المطاردة في 25 فبراير عندما أصبح من الواضح أن الأدميرال شير قد انسحب من المنطقة.
ثم أبحر الأدميرال شير شمالًا، واخترق مضيق الدنمارك في 26-27 مارس، وهرب من الطرادات Fiji وNigeria. وصل إلى بيرغن في النرويج في 30 مارس، حيث قضى يومًا في جريمستادفيورد. قام برحلة إلى كيل، والتي وصل إليها في 1 أبريل.  قطعت شير أكثر من 46,000 ميل بحري (85,000 كـم) في فترة عملها في امحيط الأطلسي وأغرقت سبعة عشر سفينة تجارية ليصبح المجموع 113,223 طن.   كانت إلى حد كبير أنجح سفينة رئيسية ألمانية في الإغارة على القوافل التجارية في الحرب بأكملها.  بعد عودته إلى ألمانيا، غادر كرانكي السفينة وحل محله KzS فيلهلم مايندن بوولكين في يونيو 1941.  فقدان البارجة بسمارك في مايو 1941، والأهم من ذلك، تدمير البحرية الملكية شبكة سفن الإمداد الألمانية في أعقاب عملية بسمارك أجبر الألمان على إلغاء عمليات الإغارة على القوافل التجارية في المحيط الأطلسي المخطط لها لالأدميرال شير وشقيقتها لوتزو في نهاية عام 1941.  في 4-8 سبتمبر، تم نقل الأدميرال شير لفترة وجيزة إلى أوسلو. هناك وفي 5 و8 سبتمبر، قام السرب رقم 90 من سلاح الجو الملكي البريطاني، والمجهز بقاذفات بوينج بي 17 فلاينج فورتريس، بشن هجومين فاشلين على السفينة. في 8 سبتمبر، غادرت السفينة أوسلو وعادت إلى سوينيموند. 

#### النشر في النرويج
في 21 فبراير 1942، ابحر الأدميرال شير برفقة الطراد الثقيل برينز يوجين والمدمرات Z5 Paul Jakobi Z4 Richard Beitzenو Z5 Paul Jakobiو Z25 و Z7 Hermann Schoemann و Z14 Friedrich Ihn إلى النرويج. بعد توقف لفترة قصيرة في جريمستادفيورد، تحركت السفن باتجاه تروندهايم. في 23 فبراير، أستهدفت الغواصة البريطانية Trident الطراد برينز أوجين بطوربيدات واصابته بأضرار جسيمة.  كانت العملية الأولى في النرويج التي شارك فيها الأدميرال شير عملية روسلبرونغ، في يوليو 1942. في 2 يوليو، تم فرز السفينة كجزء من محاولة اعتراض قافلة القطب الشمالي بي كيو 17.  كون الأدميرال شير ولوتزو مجموعة واحدة في حين شكل تيربيتز وأدميرال هيبر مجموعة أخرى. بينما في الطريق إلى نقطة الالتقاء، أصتطدمت لوتزو وثلاثة مدمرات، مما أجبر المجموعة بأكملها على التخلي عن العملية. تم فصل الأدميرال شير للانضمام إلى البارجة Tirpitz والأدميرال هيبر في Altafjord.  اكتشف البريطانيون مغادرة القوة الألمانية وأمروا القافلة بالتشتت. وإدراكاً منهم أن عنصر المفاجأة قد فقد، قام الألمان بوقف الهجوم السطحي وتحولوا لإستخدام غواصات يو ولوفتفافه في عملية لتدمير قافلة بيه كيو-17. تم إغراق أربعة وعشرون من القافلة من خمسة وثلاثين. 
في أغسطس 1942، شارك في عملية Wunderland، وهي طلعة جوية في بحر كارا لحظر النقل البحري السوفيتي ومهاجمة أي سفن متجهة لسوفيت. جعل طول مدة المهمة والمسافات المقطوعة من المستحيل مرافقة المدمرة للعملية؛ كان ثلاثة مدمرات يرافقون الأميرال شير حتى وصلوا إلى نوفايا زيمليا، وعندها سيعودون إلى النرويج. قام اثنان من غواصات يو-251 و يو-456- بدورية في بوابة كارا ومضيق يوغورسكي. أعتزم الألمان إرسال الأدميرال شير مع شقيقتها لوتزو، ولكن منذ أن أصتطدم الأخير في الشهر الماضي فلم يكن متاحا للعملية. 
دعت الخطة إلى عدم الأستخدام الراديوي إطلاقا لضمان الحفاظ على عنصر المفاجأة. هذا يتطلب من Meendsen-Bohlken أن يكون لديه سيطرة تكتيكية وتشغيلية كاملة على سفينته لن يكون هناك أي أوامر قادمة من الشاطئ لتوجيه المهمة.  في 16 أغسطس، غادر الأدميرال شيير مع المدمرة المرافقة له نارفيك في دورة إلى شمال نوفايا زميليا. عند دخوله إلى بحر كارا، واجه الجليد الثقيل. تم استخدام طائرة ارادو العائمة للقيام بعمليات البحث عن سفن الشحن التجاري، ولاستكشاف المسارات عبر حقول الجليد.  في 25 أغسطس، واجهت كاسحة الجليد السوفيتية <i id="mwAd8">سيبرياكوف</i>. أغرق الأدميرال شير كاسحة الجليد، ولكنها تمكنت من إشارة إشارة استغاثة.  ثم تحولت السفينة الألمانية جنوبًا، وبعد يومين وصلت إلى ميناء ديكسون. قام الأدميرال شير بتدمير سفينتين في الميناء وقصف مرافق الميناء. فكر Meendsen-Bohlken في الذهاب إلى الشاطئ، ولكن إطلاق النار من بطاريات الشاطئ السوفيتي أقنعه بالتخلي عن الخطة. بعد وقف قطع القصف، قرر Meendsen-Bohlken العودة إلى نارفيك. وصل إلى الميناء في 30 أغسطس دون تحقيق أي نجاحات كبيرة. 
غادر في 23 تشرين الأول الاميرال شير وTirpitz والمدمرات زد4 ريتشارد بيتزن وZ16 Friedrich Eckoldt وZ23 وZ28 وZ29 خليج بوجن متجها إلى تروندهايم. هناك، توقف Tirpitz للإصلاحات، بينما أكمل الأدميرال شير وZ28 طريقهم للوصول إلى ألمانيا.  شغل فريجاتنكابيتان إرنست جروبر منصب القائم بأعمال قائد السفينة في نهاية نوفمبر.  في ديسمبر 1942، عادت الأدميرال شير إلى فيلهلمسهافن لإجراء إصلاحات كبيرة، حيث تعرضت للهجوم وأصيب بأضرار طفيفة من قاذفات سلاح الجو الملكي البريطاني. وبالتالي، انتقل الأدميرال شير إلى ميناء سوينموند الأكثر أمانا.  في فبراير 1943، تولى KzS ريتشارد روثي روث قيادة السفينة.  حتى نهاية عام 1944، كان الأدميرال شير جزءًا من مجموعة تدريب الأسطول. 

#### العودة إلى البلطيق
تولى KzS إرنست لودفيج ثينيمان، اخر قائد للسفينة، قيادة الأدميرال شير في أبريل 1944.  في 22 نوفمبر 1944، قام الأدميرال شير والمدمرات Z25 وZ35 وZ35 وأسطول قوارب الطوربيد الثاني بدعم الطراد برينز يوجين والعديد من المدمرات التي تدعم القوات الألمانية التي تقاتل السوفييت في جزيرة أوزيل في بحر البلطيق.  شنت القوات الجوية السوفيتية عدة هجمات جوية على القوات الألمانية، والتي تم صدها بالكامل بالنيران الثقيلة المضادة للطائرات.  ومع ذلك، أُسقطت الطائرة العائمة أرادو.  في ليلة 23-24 نوفمبر، أكملت القوات البحرية الألمانية إخلاء الجزيرة. إجمالا، تم إجلاء 4,694 جندي من الجزيرة. 

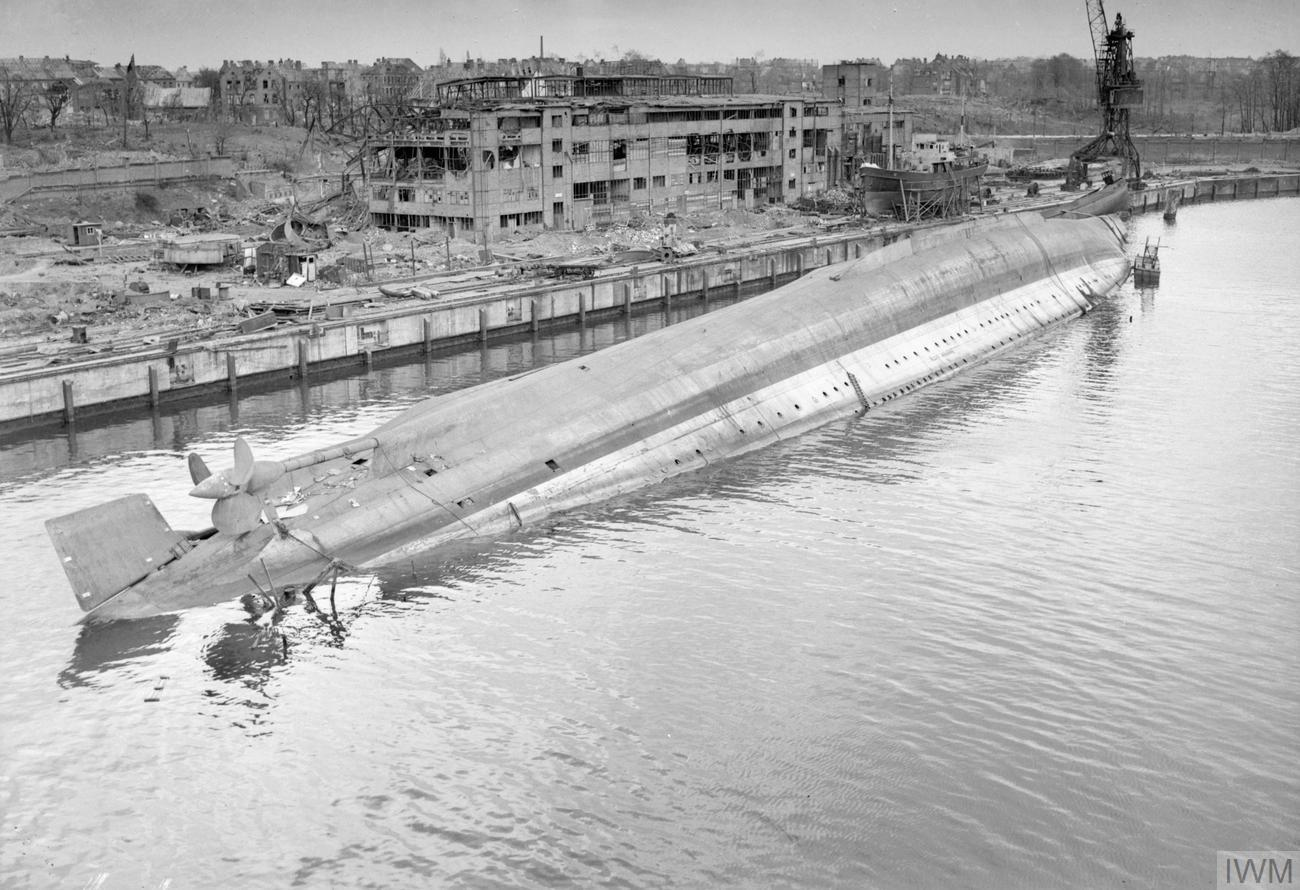
انقلاب الأدميرال شير في كيل

في أوائل فبراير 1945، وقفت الأدميرال شير قبالة Samland مع العديد من زوارق الطوربيد لدعم القوات الألمانية في قتال القوات السوفياتية المتقدمة. في 9 فبراير، بدأت السفن في قصف المواقع السوفيتية. بين 18 و 24 فبراير، شنت القوات الألمانية هجومًا مضادًا؛ قدم الأدميرال شير وزوارق الطوربيد دعمًا للمدفعية، واستهدفوا المواقع السوفيتية بالقرب من Peyse وGross-Heydekrug. أعاد الهجوم الألماني مؤقتًا الاتصال الأرضي إلى كونيغسبرغ.  أصبحت مدافع السفينة بوضع سئ وبحلول شهر مارس وجل إصلاحها. في 8 آذار / مارس، غادر الأدميرال شير شرق بحر البلطيق ليعيد إصلاح مدافعه في كيل؛ كانت تحمل 800 لاجئ مدني و200 جندي مصاب. منعها حقل ألغام لم يتم إزالته من الوصول إلى كيل، وهكذا قامت بتنزيل ركابها في سوينيموند. قصفت السفينة القوات السوفيتية خارج كولبرج حتى استهلكت ذخيرةها المتبقية. 
ثم قامت السفينة بإخلاء اللاجئين وغادرت Swinemünde؛ نجحت في استكشاف حقول الألغام في طريقها إلى كييل، حيث وصلت في 18 مارس. تم استبدال مدافعها افي حوض بناء السفن دويتشه فيرك في أوائل أبريل. أثناء عملية الإصلاح، ذهب معظم طاقم السفينة إلى الشاطئ. في ليلة 9 أبريل 1945، قصفت غارة جوية تابعة لسلاح الجو الملكي البريطاني المكونة من 300 طائرة ميناء كيل.  تم ضرب الأدميرال شير بالقنابل وانقلب راسا على عقب. تم تفكيكها جزئيًا للحصول على الخردة بعد نهاية الحرب، على الرغم من ترك جزء من الهيكل في مكانه ودفنه تحت الأنقاض في الهجوم على الرصيف الجديد. ولم يحدد عدد الضحايا عندما تم إسنهدافها وتدميرها.  

## الحواشي

### اقتباسات
1. ↑  Pope، صفحة 7.
2. 1 2 3 4 5 6 7 8  Gröner.
3. ↑  Pope.
4. ↑  Meier-Welcker et al..
5. 1 2  Gardiner & Chesneau.
6. 1 2 3 4 5 6 7 8 9 10 11 12 13 14 15 16 17 18 19 20  Williamson.
7. 1 2  Whitley.
8. ↑  Bürkner, Leopold: Bordgemeinschaft der Emdenfahrer.
9. 1 2 3  Ciupa.
10. ↑  Grützner.
11. 1 2 3 4 5 6  Watson.
12. 1 2 3 4 5 6 7 8 9 10 11 12 13 14 15 16 17  Rohwer.
13. 1 2  Showell.
14. 1 2 3  Edwards.
15. ↑  "HX Convoys". Arnold Hague Convoy Database. مؤرشف من الأصل في 2018-09-30. اطلع عليه بتاريخ 2017-06-15.
16. ↑  Hümmelchen.
17. ↑  O'Hara et al..
18. 1 2 3 4 5  Zetterling & Tamelander.